# Conto Arancio
Conto Arancio è un prodotto di risparmio proposto dalla banca olandese ING Bank, operante in Italia nonché in altri Paesi. Tecnicamente, Conto Arancio è un deposito a risparmio utilizzabile via internet o via telefono, secondo la precisa scelta della banca ING di non dotarsi di sportelli tradizionali. 
Nato dall'esperienza di ING sul mercato olandese (Conto Arancio di fatto è nato come "clone" di un conto corrente delle Poste olandesi), in Italia Conto Arancio è stato abbinato all'immagine di una zucca (che non ha omologhi in altre nazioni in cui ING ha lanciato lo stesso prodotto: in Spagna, ad esempio, è una panchina) in seguito a precise analisi psicolinguistiche, focalizzate sulle esigenze del mercato italiano, secondo la logica ‘think global, act local’.
La zucca, in questo caso, vuole rappresentare la metafora della semplicità, genuinità e richiamare un mondo rurale e contadino pieno di significati positivi. Attorno al concetto della zucca è stata poi impostata anche tutta la comunicazione pubblicitaria ("mettetevelo nella zucca!"), giocata spesso sul piano dell'ironia, fuori dal coro, ma finalizzata anche a infondere sicurezza e fiducia sul prodotto ai consumatori (molti dei quali poco inclini ad affidare i soldi a una banca senza filiali sul territorio).
Secondo quanto pubblicato dal settimanale Economy nel numero del 14 maggio 2008, Conto Arancio ha superato in Italia il milione di clienti.